# Ralph Recto

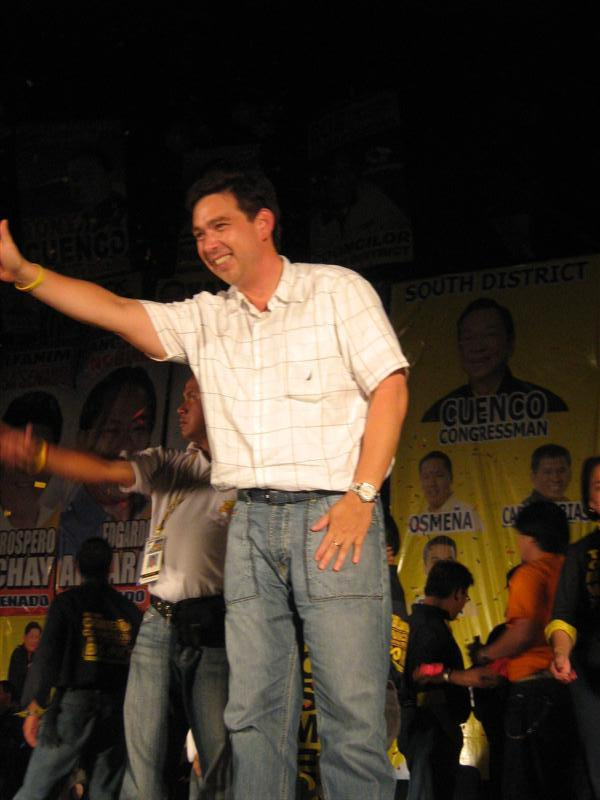
Recto op een politieke manifestatie in 2007

Ralph "KoRecto" Gonzalez Recto (Quezon City, 11 januari 1964) is een Filipijns politicus. Recto werd in 2016 gekozen in de Senaat van de Filipijnen. Eerder was hij al van 2001 tot 2007 lid van de Senaat en van 1992 tot 2001 lid van het Filipijns Huis van Afgevaardigden.

## Biografie
Recto was van 1992 tot 2001 drie termijnen achtereen lid van het Filipijns Huis van Afgevaardigden namens het 4e kiesdistrict van Batangas. Bij de verkiezingen van 2001 werd hij gekozen in de Senaat van de Filipijnen. Na het verlies bij de verkiezingen van 2007 trad hij toe tot de Raad van commissarissen van de Union Bank. Op 23 juli 2008 werd Recto door president Gloria Macapagal-Arroyo benoemd als algemeen directeur van de National Economic Development Authority (NEDA). Deze benoeming was enigszins controversieel omdat Recto in zijn periode als senator verantwoordelijk was geweest voor een wet die een btw-verhoging regelde. Daarnaast was de benoeming van Recto de derde in een reeks van benoemingen in overheidsposten door de president van kandidaten van haar partij die bij de laatste verkiezingen in 2007 geen herverkiezing als senator konden bewerkstelligen. Bij de Filipijnse verkiezingen 2016 werd Recto opnieuw voor een termijn van zes jaar gekozen in de Senaat. Hij eindigde bij de verkiezingen op een elfde plaats, hetgeen voldoende was voor een van de twaalf beschikbare zetels.

## Privéleven
Recto heeft diverse bekende familieleden, voornamelijk vanuit de politiek. zijn grootvader Claro M. Recto was diverse perioden senator. Zijn vader Atty Recto was parlementslid in het Batasang Pambansa ten tijde van Ferdinand Marcos. Zijn oudere broer Ricky Recto was vicegouverneur van de provincie Batangas en zijn zus Plinky Recto is een actrice en tv-presentatrice. Recto is bovendien getrouwd met actrice Vilma Santos, die in 2007 werd gekozen als gouverneur van Batangas.